# Natuurmuseum Fryslân
Het Natuurmuseum Fryslân is een natuurmuseum in de stad Leeuwarden in de Nederlandse provincie Friesland.

## Geschiedenis
Het Natuurmuseum Fryslân is in 1923 ontstaan vanuit particulier initiatief. De belangrijkste initiatiefnemer toen was Gerrit 'Fûgeltsje' Bosch. In de eerste jaren van zijn bestaan had het museum nog geen vaste huisvesting. Na de Tweede Wereldoorlog vond het onderdak in de Heerestraat in Leeuwarden, waar het tot 1987 was gevestigd. In dat jaar is het museum ondergebracht in het voormalige weeshuis. Het pand was na de sluiting van het weeshuis onder andere gebruikt als kinderdagverblijf, maar in 1984 door een grote brand grotendeels verwoest.
De gemeente gaf stadsarchitect Hans Heijdeman opdracht het pand te restaureren en te verbouwen voor gebruik als natuurmuseum. De bestaande toegangspoort uit 1534, met aan weerszijden de voogdenkamers, bood echter voor een ontvangstgedeelte te weinig ruimte. Het gebouw kreeg een geheel nieuwe entree in de westgevel. In 2004 werd het pand nogmaals grondig verbouwd naar ontwerp van architect Jelle de Jong die daarmee de Vredeman de Vriesprijs won.
De binnenplaats, of het Rabobank Atrium, werd in 2005 overdekt met een glazen kap. In het atrium worden evenementen georganiseerd, zoals tentoonstellingen, concerten en andere activiteiten.
Het Natuurmuseum Fryslân is de thuishaven voor veel groene verenigingen en stichtingen, zoals de paddenstoelenwerkgroep, de schelpencontactgroep, SOVON Noord-Nederland en de GEA-kring.

### Weeshuis
Het museum is gevestigd in het gebouw van het Nieuwe Stads Weeshuis dat van 1675 tot 1953 bestond. In de hoogtijdagen woonden er driehonderd weeskinderen. Ze hadden als bijnaam ‘de blauwe wezen’, vanwege hun blauwe weeshuiskledij in de kleur van het stedelijk wapenschild. De jongens werkten in de timmerwerkplaats en de meisjes in de naaikamer, het spinvertrek of als dienstmeisje. Ondanks inkomsten daaruit was de financiële positie van de stichting begin negentiende eeuw zorgelijk. In 1823 overleed in Batavia Jacobus Martinus Baljée (1752-1823), oud-bewoner van het weeshuis. Hij had in Indië een grote rijkdom vergaard en liet bij testament al dat bezit aan het weeshuis na. Hiermee kwam er abrupt een eind aan de financiële problemen. De imposante voorgevel dateert uit die tijd. Doordat in de twintigste eeuw de behoefte aan onderbrenging in kindertehuizen minder groot was doordat er minder verwaarloosde en ouderloze kinderen waren, woonden er in 1953 nog maar acht wezen. Het pand was onrendabel geworden en werd gesloten.
De voogdenkamer van het weeshuis is de enige ruimte in het gebouw die nog authentiek ingericht is. In een entourage van wapenschilden en historische schilderijen vergaderden hier de bestuurders. Het aanwezige weeshuisschooltje is een reconstructie. Om jonge bezoekers even terug te voeren naar vorige eeuwen wordt hier regelmatig een biologieles gegeven. Gekleed in kleding van rond 1900 en met een strenge juf voor de klas, leren ze hier schrijven met griffel en lei.

## Permanente expositie

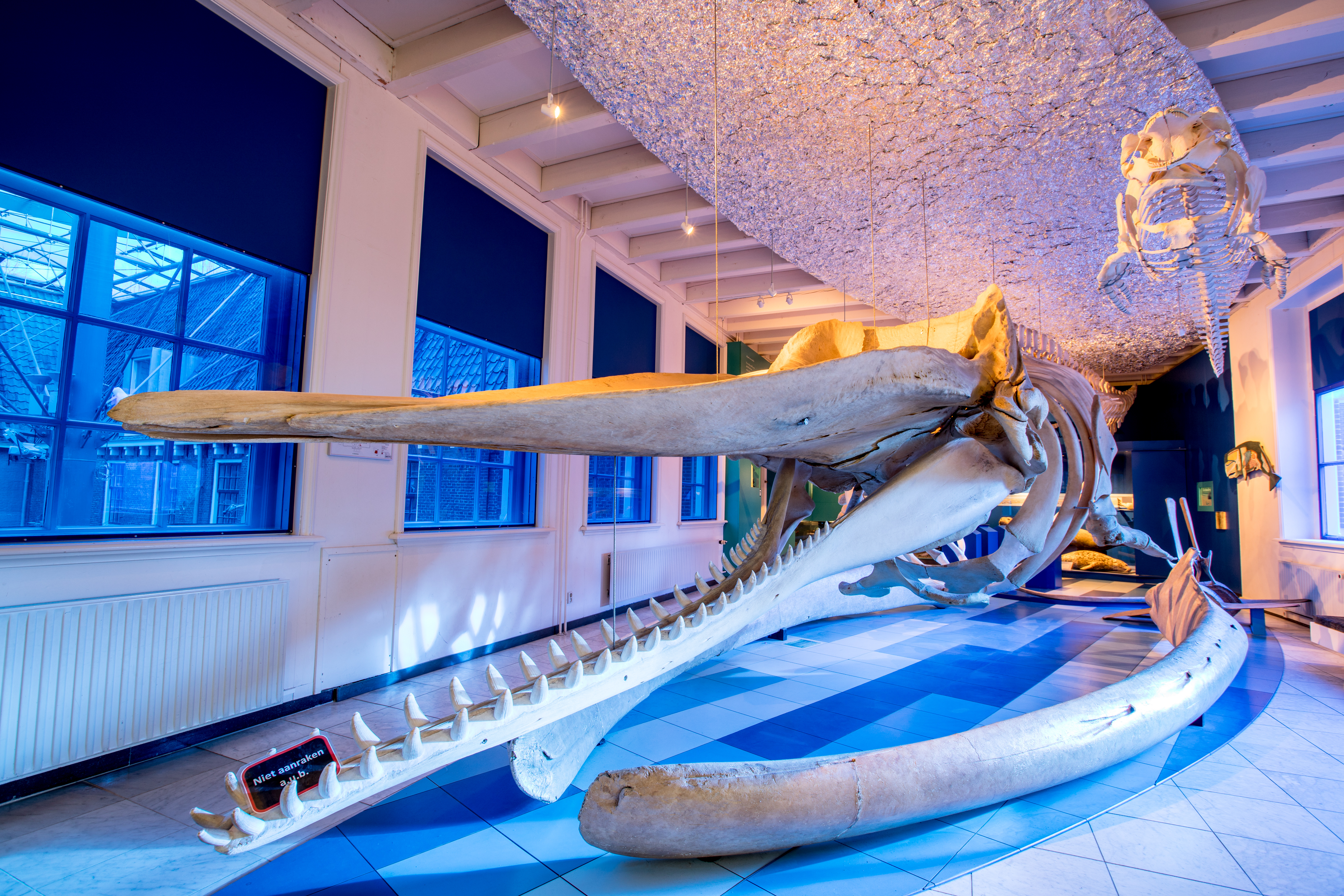
Walviszaal

Enkele hoogtepunten in het museum zijn:
- Walviszaal: Het 15 meter lange skelet van een potvis, die in 1994 op Ameland aanspoelde.
- OnderWaterSafari: Tentoonstelling in de vorm van een darkride.
- Verwonderland: Het spel waarin de bezoeker als gans over het Friese landschap kan vliegen.
- Kapitein Severein: Het reiskabinet van de Friese "kapitein Severein", waarin allerlei herinneringen zijn verzameld van zijn wereldreizen.
- Draak Li-Ming: De 14 meter lange draak Li-Ming die op de zolder van het museum huist.
- Weeshuisschooltje: Ook nu nog zijn er ‘blauwe weeskinderen’ in het museum te vinden, zij het in de vorm van de gelijknamige vlindersoort.
- Voogdenkamer: De enige ruimte in het museum die nog helemaal authentiek is.
- Darwins zolder: Een interactieve tentoonstelling over de evolutietheorie.

## Tentoonstellingen

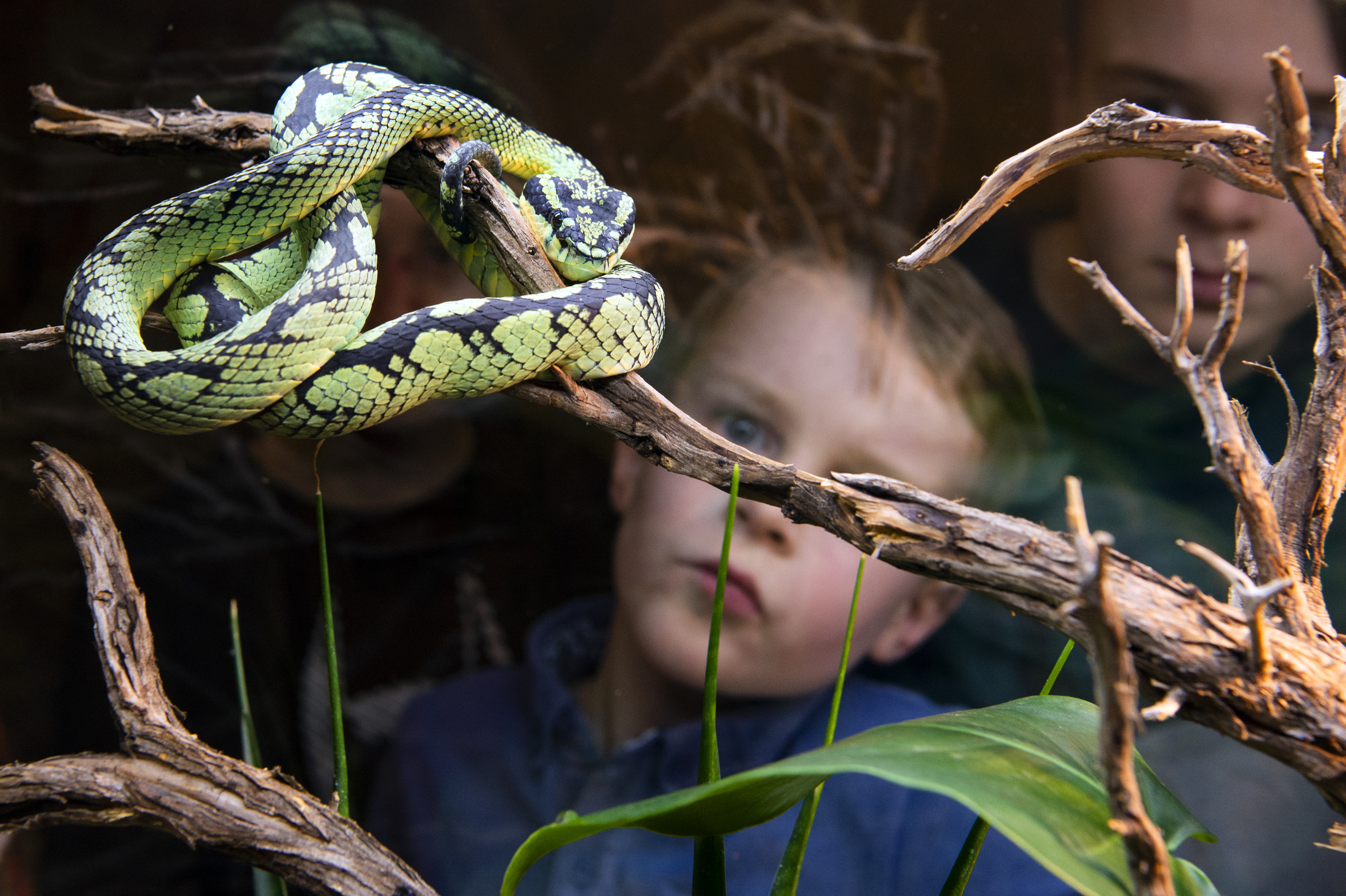
Trimeresurus trigonocephalus (giftige slang)

De tentoonstelling die de meeste bezoekers trok in de geschiedenis van het museum is de tentoonstelling Animal Inside Out, een productie van Gunther von Hagens. Ruim 62.000 bezoekers kwamen naar het museum om de vele geplastineerde dieren te bekijken.
In 2021 loopt de tentoonstelling GIF, oog in oog met levende giftige dieren.

## Collectie
De collectie van het museum bestaat uit ongeveer 347.000 voorwerpen waaronder naar de stand van maart 2021:
- Weekdieren - 106.500 stuks
- Vlinders - 57.000 stuks
- Kevers - 34.000 stuks
- Vogeleieren - 15.500 stuks
- Vogels – 2200 stuks
- Zoogdieren – 470 stuks
- Prenten - 8.000 stuks
- Fossielen - 4.500 stuks

Het museum heeft een eigen open atelier waar dode dieren geprepareerd worden zodat ze lang kunnen worden bewaard. In het atelier worden allerlei dieren opgezet, van mus tot olifant. Bezoekers kunnen als er preparateurs aanwezig zijn de werkzaamheden volgen en vragen stellen.
Bekende dieren die in het Natuurmuseum Fryslân zijn geëxposeerd zijn onder andere de dominomus en Astro de vuurpijlmuis, die op 30 december 2011 slachtoffer werd van een daad van dierenmishandeling. De muis was vastgebonden aan een afgeschoten vuurpijl toen de daders door de politie werden betrapt. De muis overleefde dat en werd daarna geadopteerd door de redactie van de Leeuwarder Courant, die hem de naam Astro gaf. Astro leek te herstellen van zijn verwondingen maar overleed op 6 januari 2012, waarschijnlijk als gevolg van de stress. Hij werd geprepareerd in een open atelier van het museum. Honderden museumbezoekers kwamen daarnaar kijken.

## Onderscheidingen
- 2012 - VriendenLoterij Museumprijs

## Galerij

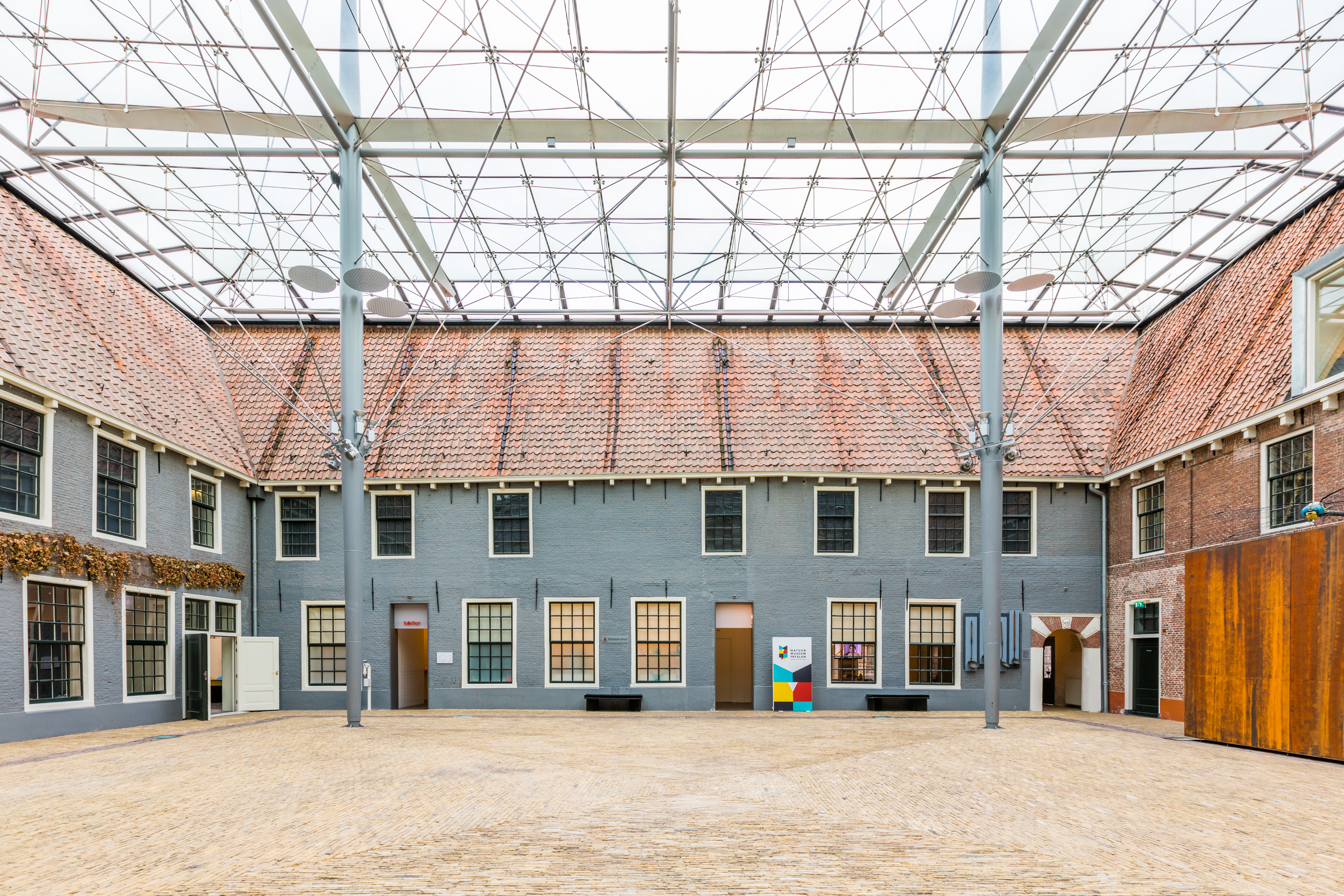
Rabobank Atrium in het midden van het museum
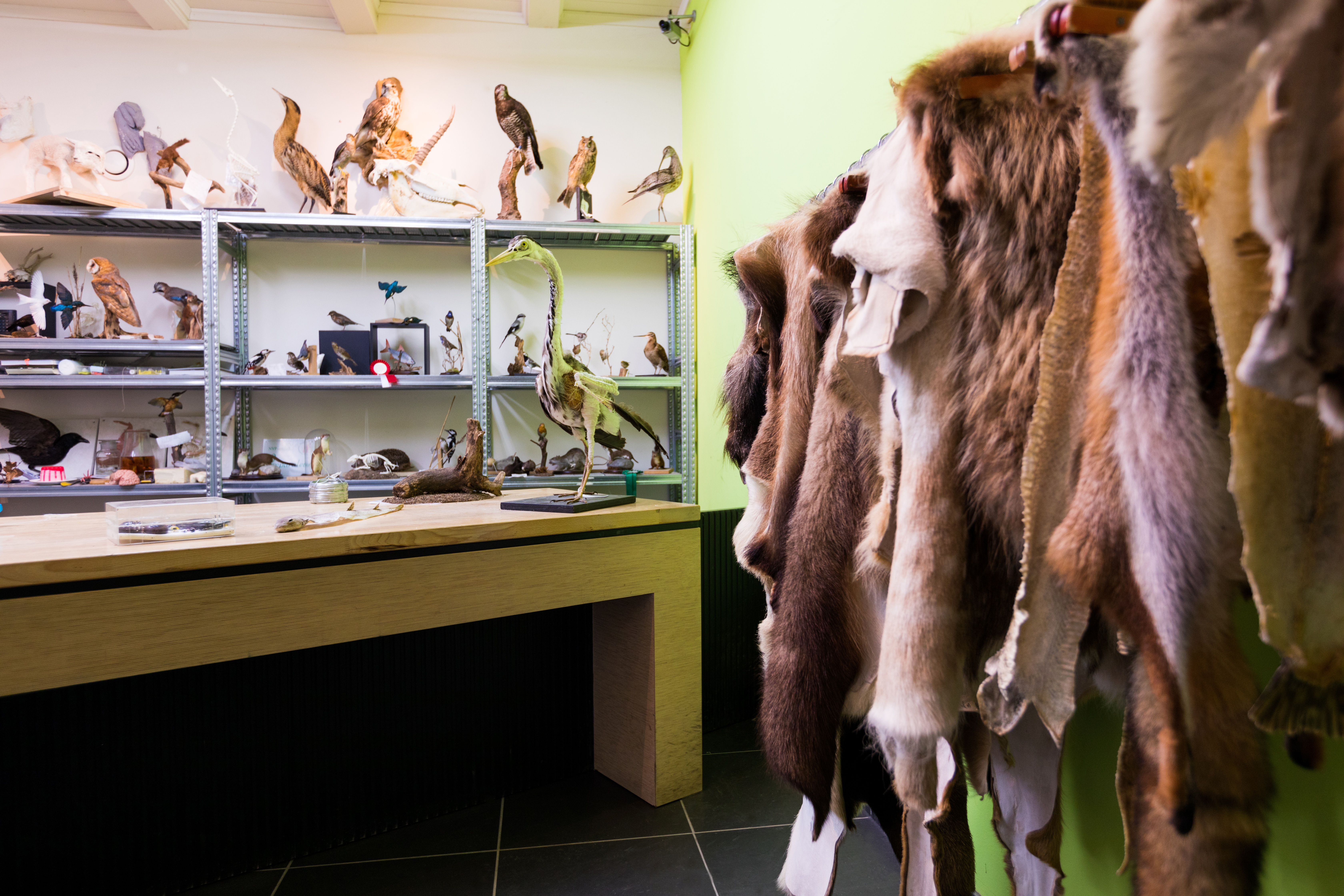
Open atelier in het museum
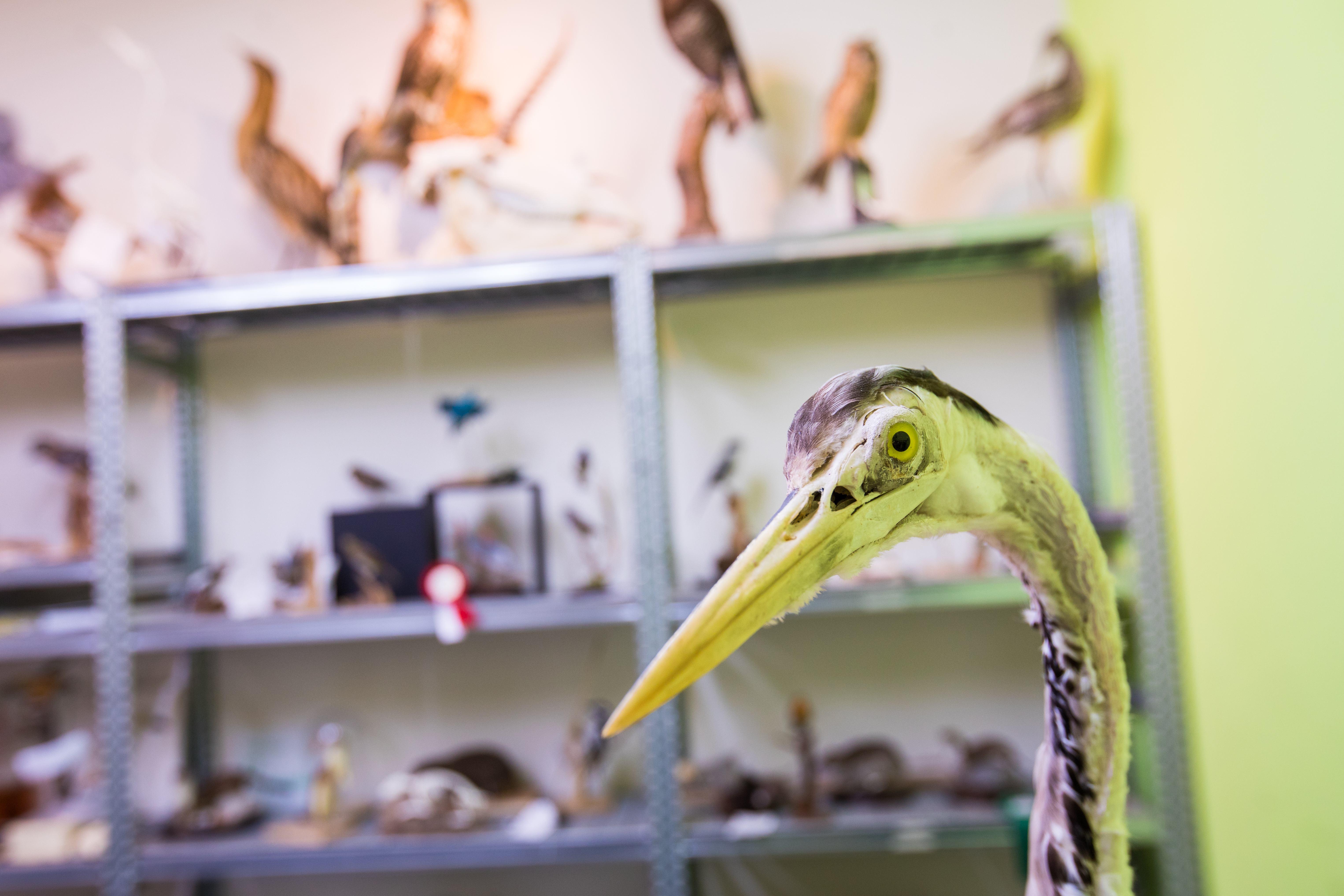
Taxidermie in het Natuurmuseum Fryslân